# Eric Hosmer
Eric John Hosmer (24 de octubre de 1989) es un primera base de béisbol profesional estadounidense de los Boston Red Sox de la Major League Baseball (MLB). Jugó para los Kansas City Royals desde 2011 hasta 2017 y para los Padres de San Diego desde 2017 hasta 2022. 
Hosmer, un prospecto muy promocionado que salió de la American Heritage High School en Florida, fue descrito como un "bateador zurdo con poder puro" por los cazatalentos. Los Reales lo seleccionaron con la tercera selección general en el draft de la MLB de 2008 , y recibió un bono por firmar de $ 6 millones. Avanzó en las ligas menores antes de debutar en la MLB durante la temporada 2011. Terminó tercero en la votación de Novato del Año después de la temporada 2011 después de batear .293 con 19 jonrones en 128 juegos . Hosmer ganó consecutivamente los premios Gold Glove desde 2013 hasta 2015 y nuevamente en 2017, cuando también ganó el Silver Slugger Award. Fue el Jugador Más Valioso del Juego de Estrellas de la MLB de 2016 y fue miembro de los campeones de la Serie Mundial de 2015 . Después de la temporada 2017, Hosmer se convirtió en agente libre y firmó un contrato de ocho años con los Padres de San Diego.

## Primeros años
El padre de Hosmer, Mike, es un bombero jubilado y su madre, Ileana, es enfermera. Su madre nació en Cuba y llegó a los Estados Unidos a la edad de siete años con su familia para escapar del régimen de Fidel Castro, y creció en Pittsburgh, Pensilvania. Sus padres se conocieron en 1979 cuando Mike fue asignado a trabajar en el Hospital de Coral Gables en Coral Gables, Florida , donde trabajaba Ileana. Se casaron cuatro años después. Su primer hijo Mike Jr. nació en 1985 y Eric nació cuatro años después en Miami.
Al crecer en Cooper City , Hosmer le dio crédito a su familia por ayudarlo a tener éxito como jugador de béisbol. Comenzó a jugar béisbol a una edad temprana, usando un bateador de teeball de Tony Gwynn para practicar swings. Su padre se ofreció como voluntario para trabajar en turnos de 48 horas en una estación de bomberos en Liberty City para concentrarse en los juegos de béisbol de su hijo, que generalmente entrenaba. Los Hosmer viajaron por todo el estado y hasta Cooperstown, Nueva York , sede del Salón de la Fama del Béisbol , para jugar en torneos de béisbol. En casa, Hosmer vio a los Florida Marlinsjuegos para estudiar las técnicas de golpe de los jugadores del equipo con el fin de mejorar sus habilidades. Su padre lo ayudó con la práctica de bateo después de terminar turnos largos en el trabajo, mientras que su madre lo ayudó con su tarea y grabó cada juego de béisbol para evaluar la habilidad de béisbol de Hosmer y perfeccionar aún más sus habilidades. Cuando Hosmer llegó a la escuela secundaria, hacía ejercicio "cerca de siete horas al día" y comía principalmente proteínas, lo que ayudaba a formar su estructura muscular. La familia de Hosmer contrató a Bladimir Marrero, un instructor de bateo de gran prestigio, para ayudar con las habilidades de su hijo. Su hermano Mike también jugó béisbol y recibió una beca para la Universidad Estatal de Florida. Sin embargo, nunca le interesó convertirse en jugador de béisbol profesional y es corredor de bolsa en Miami.
Hosmer creció como fanático de los Yankees de Nueva York.

## Carrera profesional

### Kansas City Royals

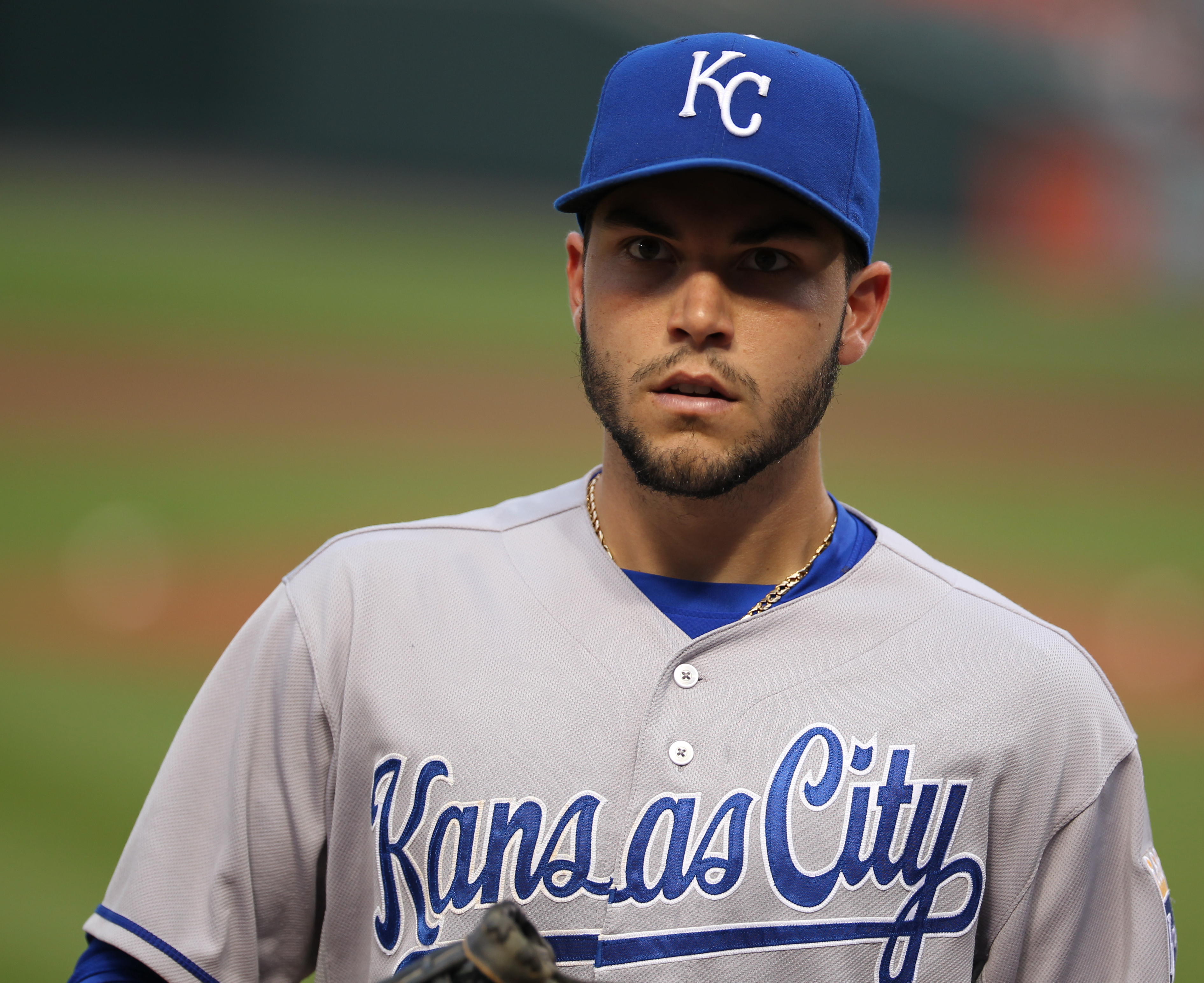
Hosmer with the Royals in 2011

Los Reales llamaron a Hosmer el 5 de mayo de 2011. El receptor veterano Jason Kendall fue trasladado a la lista de lesionados de 60 días para dejar espacio a Hosmer en la lista de 40 hombres. Hizo su debut en la MLB en la primera base al día siguiente contra el abridor de los Oakland Athletics, Gio González, reemplazando a Kila Ka'aihue. Antes de su debut, los periodistas promocionaban a Hosmer como un "súper prospecto" y el novato "más publicitado" en debutar con los Reales desde Bo Jackson. Los Reales promovieron a Hosmer antes de una fecha límite de mediados de junio en la que los Reales podrían haber evitadoarbitraje salarial por un año más. Hosmer se fue sin hits en dos turnos al bate, ponchando dos veces. También caminó dos veces y robó una base en una derrota por 3-2, ya que los Reales tenían la segunda mayor multitud de la temporada.

### San Diego Padres
El 19 de febrero de 2018, Hosmer firmó un contrato de ocho años y $ 144 millones con los Padres de San Diego , el contrato más grande en la historia de la franquicia de los Padres en ese momento. Hosmer cambió su camiseta al número 30 en honor al excompañero de equipo de los Reales, Yordano Ventura, quien había muerto un año antes. El anterior No. 35 de Hosmer ya fue retirado por los Padres por Randy Jones. En su primera temporada como padre, Hosmer bateó para .253 con 18 jonrones y 69 carreras impulsadas. En 2019, Hosmer redujo .265 / .310 / .425 con 22 jonrones y 99 carreras impulsadas como el principal bateador de limpieza de los Padres.
El 20 de agosto de 2020, Hosmer conectó un grand slam contra los Texas Rangers, lo que convirtió a los Padres en el primer equipo en la historia de la MLB en lograr un grand slam en cuatro juegos consecutivos, luego de los grand slam de Fernando Tatis Jr., Wil Myers y Manny Machado.

## Vida personal
En octubre de 2020, Hosmer se comprometió con la presentadora de deportes de Fox News, Kacie McDonnell. Hosmer reside en Southwest Ranches, Florida.